# Aeroportul Canouan
Aeroportul Canouan (IATA: CIW, ICAO: TVSC) este un aeroport din Grenadines Parish⁠(d), Sfântul Vincențiu și Grenadine ce deservește zona Canouan⁠(d). A fost numit după zona deservită.
Situat la o altitudine de 3 m, aeroportul dispune de o singură pistă.